# Ludwig Lemmer

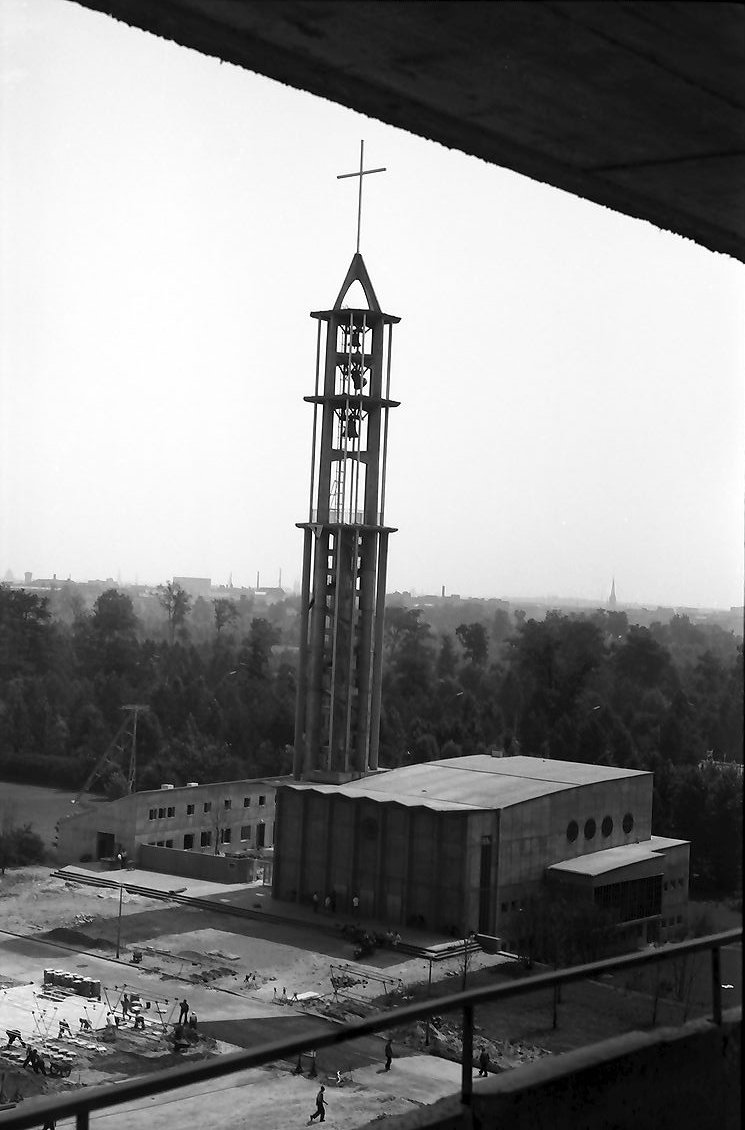
Berlin Interbau Kaiser-Friedrich-Gedächtniskirche

Ludwig Lemmer (* 9. August 1891 in Remscheid; † 18. Oktober 1983 ebenda) war ein deutscher Architekt, Professor der Architektur und erster Senatsbaudirektor von Berlin.

## Leben

### Familie
Lemmer wurde als Sohn des Bauunternehmers und Architekten Ernst Ludwig Alexander Lemmer und seiner Frau Eugenie Adleheid Marcus als Hermann Ludwig Lemmer geboren. Sein Bruder war der Bundesminister Ernst Lemmer (1898–1970). Am 3. Juli 1925 heiratete er Charlotte Betty Zehles in Remscheid. Der gemeinsame Sohn war der CDU-Politiker Gerd Ludwig Lemmer (1925–2016).

### Werdegang
Er besuchte von 1911 bis 1913 als Gasthörer bei Paul Bonatz die Technische Hochschule Stuttgart. Ab 1913 studierte er an der Kunstakademie Düsseldorf und arbeitete im Privatatelier von Wilhelm Kreis und hatte einen Privatdienstvertrag als Architekt bei der Leitung der Großen Ausstellung Düsseldorf 1915 – Aus 100 Jahren Kunst und Kultur.
Von 1914 bis 1918 nahm er am Ersten Weltkrieg teil, u. a. 1914 im Jägerbataillon 19 des Heeres am Feldzug gegen Russland und an den Kämpfen um Verdun. Er wurde mit dem Ehrenkreuz des Weltkrieges mit Schwertern ausgezeichnet.
Ab 1. Mai 1919 arbeitete er als Architekt für die Stadtverwaltung
Baden-Baden. Er unternahm eine Studienreise nach Dänemark und Schweden, bevor er von 1921 bis 1933 Stadtbaurat in Remscheid wurde. Ludwig Lemmer bestimmte in der Zeit von 1921 bis 1933, in der er als Stadtbaurat und Beigeordneter tätig war, wesentlich die städtebauliche und architektonische Entwicklung in Remscheid. Er stellte einen Generalsiedlungsplan auf und konzentrierte sich wesentlich auf den Wohnungsbau (Siedlung Bökerhöhe, Dicke Eiche, Neuenhof, Rosenhügeler Straße und andere). 1933 wurde er von den Nazis aus seinem Amt entlassen und arbeitete danach als freiberuflicher Architekt. Eine Aufnahme in die Reichskammer für bildende Künste wurde ihm verwehrt.
1934 schloss er sein Studium an der Technischen Hochschule Hannover mit einem Ingenieurdiplom ab und legte zusätzliche Staatsprüfungen in Volkswirtschaft und Geographie ab. Danach besuchte er die Universität zu Köln, mit der Zulassung zur Promotion (Dissertationsprojekt zum Thema „Möglichkeiten und Grenzen der Industrieverlagerung“ bei Bruno Kuske), die er aber in Folge des Ausbruchs des Zweiten Weltkrieges nicht ablegte. In der Zwischenkriegszeit erhielt er die ungarische Kriegsmedaille mit Schwertern und die österreichische Kriegsmedaille mit Schwertern.
Von Oktober 1940 bis März 1941 war er Leiter des Stadtbauamtes Köln. Er wurde im Zweiten Weltkrieg zur  Wehrmacht als Leiter einer technischen Dienststelle im OKH einberufen. Von 1941 bis 1942 war er in Weißrussland, Frankreich, Norwegen und Warschau im Auftrag der Heeres-Betreuungs-Abteilung 2 im Einsatz. Am 15. Juli 1944 wurde er in den Festungspionierstab 21 in Frankreich versetzt und zog im Oktober dieses Jahres mit dem Festungs-Pionier-Kommandeur XIX nach Bergheim. Ausgezeichnet wurde er mit dem Kriegsverdienstkreuz mit Schwerten und dem Eisernen Kreuzes II. Klasse. Lemmer geriet im April 1945 in Rheinberg in britische Kriegsgefangenschaft und wurde am 29. Juni 1945 von der britischen Armee entlassen.
Nach Kriegsende war er zunächst als freischaffender Architekt tätig und erhielt 1946 die Berufung zum Sachverständigen der Bergischen IHK. 1948 wurde er in die Deutsche Akademie für Städtebau und Landesplanung aufgenommen und war gleichzeitig 2. Vorsitzender der Kreisgruppe Bergisch-Land des BDA und Mitglied des geschäftsführenden Arbeitsausschusses des DWB der Gruppe Bergisch-Land. Während seiner Zeit im Bergischen Land war er auch Mitglied des Umlegungsausschusses innerhalb der Umlegungsbehörde von Solingen und Mitglied des Planungsausschusses sowie des Arbeitsausschusses des Planungsausschusses der Stadt Remscheid. Daneben gehörte er auch dem Verein Deutscher Ingenieure (VDI) an.
Von 1950 bis 1951 hatte er einen nebenamtlicher Lehrauftrag an der Hochschule für Bildende Künste in West-Berlin für das Fachgebiet „Planungsgrundlagen des Städtebaus“. 1951 erhielt er in Anerkennung seiner Lehrtätigkeit, aber auch der sonstigen Verdienste, den Lehrstuhl für Architektur an der HBK, wo er bis 1955 lehrte. Vom 1. Juli 1951 bis zum 1. September 1956 war er auch der erste Senatsbaudirektor von Berlin. 1956/1957 folgte die Ausführung der Kaiser-Friedrich-Gedächtniskirche im Rahmen der Interbau. 1958 zog er mit seiner Familie zurück nach Remscheid und erhielt am 13. August 1959 das Große Bundesverdienstkreuz der Bundesrepublik Deutschland. Er starb 1983 in Remscheid und wurde im Waldfriedhof Reinshagen bestattet.

## Ehrungen

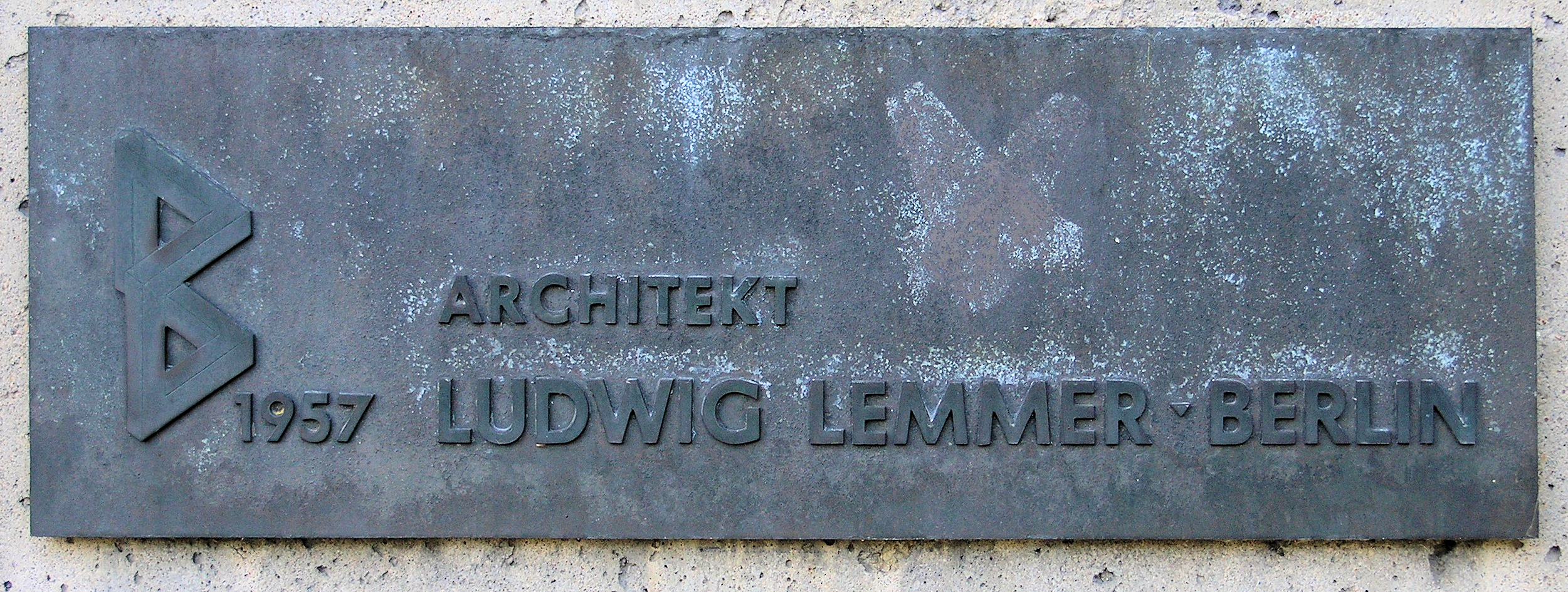
Gedenktafel in der Händelallee 20 im Berliner Hansaviertel

- In Remscheid wurde 2015 die Ludwig-Lemmer-Straße nach ihm benannt.[7]
- Im Berliner Hansaviertel erinnert eine Gedenktafel zur IBA 57 an der Kaiser-Friedrich-Gedächtniskirche an ihren Erbauer.

## Bauten (Auswahl)
- Siedlung Neuenhof in Remscheid (1925–1929)[8]
- Ärztekasino in Remscheid (1920er Jahre)[9]
- Siedlung Kleine Flurstraße in Remscheid[10][11]
- Haus Dr. med. Alexander Peiseler in Remscheid[12]
- Kaiser-Friedrich-Gedächtniskirche (1957)
- Gemeindehaus der Kaiser-Friedrich-Gedächtniskirche (1957)[13]